# 查尔斯·阿朗吉斯
查里斯·馬里安奴·艾蘭古斯·辛多華爾（西班牙語：Charles Mariano Aránguiz Sandoval，發音：[ˈtʃaɾles aˈɾaŋɡis]；1989年4月17日—），智利足球運動員，司職中場，現效力於智利甲組足球聯賽球隊智利大学。智利国家足球队成員。